# Qamţareh
Qamţareh (persiska: قَمطَرِه, قمطره) är en ort i Iran.   Den ligger i provinsen Västazarbaijan, i den nordvästra delen av landet, 500 km väster om huvudstaden Teheran. Qamţareh ligger 1 834 meter över havet och antalet invånare är 370.
Terrängen runt Qamţareh är kuperad.Runt Qamţareh är det ganska tätbefolkat, med 60 invånare per kvadratkilometer. Närmaste större samhälle är Mahabad, 17,6 km väster om Qamţareh. Trakten runt Qamţareh består i huvudsak av gräsmarker.